# Eupelmus aereiclavus
Eupelmus aereiclavus är en stekelart som beskrevs av Girault 1925. Eupelmus aereiclavus ingår i släktet Eupelmus och familjen hoppglanssteklar. Inga underarter finns listade i Catalogue of Life.